# Laser 128
Il Laser 128 è un home computer a 8 bit prodotto dalla VTech nel 1984. È un clone della serie di computer Apple II. 
Il case è un unico blocco che contiene al suo interno anche un floppy disk drive nel formato 5¼ pollici.
Dotato di 128 kB di memoria RAM e del linguaggio Applesoft BASIC, il Laser 128 veniva offerto ad un prezzo di 700 Dollari.
Quando Apple rilasciò il modello Apple IIc Plus, VTech rispose con i modelli Laser 128EX e Laser EX2.

## Specifiche tecniche
- CPU 65C02 a 1 MHz
- ROM 32 KB incluso l'Applesoft BASIC
- RAM 128 KB espandibile a 1 MB
- VRAM 64 KB